# Dorcadion albosuturale
Dorcadion albosuturale là một loài bọ cánh cứng trong họ Cerambycidae.